# ـستان

اِستان كلمة فارسية تسمى حرف موضع، ومعناها «مكان» أو «أرض»، مشتقة في كلمة «شتانا» في اللغات الهندية الآرية والتي تعادلها في المعنى، تضاف إلى كثير من الأسماء لتخصيصها بأسماء الأمكنة من الدول والمدن والمواضع، خصوصا في منطقتي آسيا الوسطى وجنوب آسيا.

## الدول
| دولة       | عاصمة      | عمله             | Area km²  | تعداد السكان | Den. /km² |
| ---------- | ---------- | ---------------- | --------- | ------------ | --------- |
| أفغانستان  | كابل       | أفغاني           | 652,230   | 31,575,000   | 43.5      |
| كازاخستان  | نور سلطان  | تينغ كازاخستاني  | 2,724,900 | 18,312,000   | 6.3       |
| قرغيزستان  | بيشكك      | سوم قيرغيزستاني  | 199,900   | 6,020,000    | 27.8      |
| باكستان    | إسلام آباد | روبية باكستانية  | 796,095   | 212,745,000  | 226.6     |
| طاجيكستان  | دوشنبه     | ساماني طاجيكي    | 143,100   | 9,050,000    | 55.9      |
| تركمانستان | عشق آباد   | منات تركمانستاني | 488,100   | 5,660,000    | 10.5      |
| أوزبكستان  | طشقند      | سوم أوزبكستاني   | 447,400   | 33,250,000   | 67.5      |

. وكانت بعض هذه الدول معروفة أيضاً بنهاية الاسم اللاتينية (ia)، كانت تركمانستان في كثير من الأحيان تركمانيا، وغالبًا ما كانت قيرغيزستان قيرغيزيا، وحتى أوزبكستان نادرًا ما كانت أوزبكيا.

### Native names
- Armenia Hayastan (أرمينيا)
  - Haya- comes from legends that mention Hayk, the patriarchal founder of the Armenian nation. Names may have once included Haykastan.

### Country names in various languages
| English Name                            | Persian name                       | Turkish name            | Armenian name         |
| --------------------------------------- | ---------------------------------- | ----------------------- | --------------------- |
| أرمينيا                                 | Armanestân – ارمنستان              | Ermenistan              | Hayastan – Հայաստան   |
| بلغاريا                                 | Bulgharestân – بلغارستان           | Bulgaristan             | –                     |
| الصين                                   | –                                  | –                       | Čʿinastan – Չինաստան  |
| كرواتيا                                 | –                                  | Hırvatistan             | –                     |
| إنجلترا                                 | Engelestân – انگلستان              | –                       | –                     |
| Ethiopian Empire ( إثيوبيا and إريتريا) | –                                  | - (formerly Habeşistan) | –                     |
| جورجيا                                  | Gorjestân – گرجستان                | Gürcistan               | Vrastan – Վրաստան     |
| اليونان                                 | –                                  | Yunanistan              | Hunastan – Հունաստան  |
| المجر                                   | Majarestan مجارستان                | Macaristan              | –                     |
| الهند                                   | هندستان هندوستان                   | Hindistan               | Hndkastan – Հնդկաստան |
| منغوليا                                 | Mogholestan – مغولستان             | Moğolistan              | –                     |
| بولندا                                  | Lahestân – لهستان                  | - (formerly Lehistan)   | Lehastan – Լեհաստան   |
| السعودية                                | Arabestân-e Sa'udi – عربستان سعودی | Suudi Arabistan         | –                     |
| صربيا                                   | Serbestân – صربستان                | Sırbistan               | –                     |

## تقسيمات إدارية
| Country   | Sub-national unit                | Capital        | Area km²    | Population | Den. /km² | Type                        |
| --------- | -------------------------------- | -------------- | ----------- | ---------- | --------- | --------------------------- |
| إيران     | غلستان                           | جرجان          | 20,367 km²  | 1,777,014  | 87/km km² | محافظات إيران               |
| إيران     | محافظة خوزستان                   | الأهواز        | 64,055 km²  | 4,531,720  | 71/km²    | محافظات إيران               |
| إيران     | كردستان                          | سنندج          | 29,137 km²  | 1,603,011  | 55/km²    | محافظات إيران               |
| إيران     | لرستان                           | خرم أباد       | 28,294 km²  | 1,716,527  | 61/km²    | محافظات إيران               |
| إيران     | سيستان وبلوشستان                 | زاهدان         | 181,785 km² | 2,775,014  | 15/km²    | محافظات إيران               |
| باكستان   | قالب:بيانات بلد Balochistan      | كويته          | 247,190 km² | 12,344,408 | 36/km2    | التقسيم الإداري في باكستان  |
| باكستان   | قالب:بيانات بلد Gilgit-Baltistan | غلغت           | 72,971 km²  | 1,800,000  | 19/km2    | التقسيم الإداري في باكستان  |
| روسيا     | Bashkortostan                    | أوفا           | 143,600 km² | 4,072,292  | 28.36/km² | جمهوريات روسيا              |
| روسيا     | Dagestan                         | محج قلعة       | 50,300 km²  | 2,910,249  | 57.86/km² | جمهوريات روسيا              |
| روسيا     | Tatarstan                        | قازان          | 68,000 km²  | 3,786,488  | 55.68/km² | جمهوريات روسيا              |
| أذربيجان  | مقاطعة قوبوستان                  | قبوستان        | 1,369.4 km² | 37,137     | 27/km²    | التقسيم الإداري في أذربيجان |
| كازاخستان | أوبليس كازاخستان الجنوبي         | تركستان        | 117,249 km2 | 2,685,009  | 23/km²    | أقاليم كازاخستان            |
| أوزبكستان | قالب:بيانات بلد Karakalpakstan   | نكوص           | 164,900 km² | 1,711,800  | 7.5/km²   | ولايات أوزبكستان            |
| العراق    | Kurdistan                        | أربيل (Hewlêr) | 78,736 km²  | 5,500,000  |           | Autonomous region of Iraq   |
| أفغانستان | ولاية نورستان                    | بارون          | 9,225.0 km² | 140,900    | 15/km²    | ولايات أفغانستان            |
| الهند     | راجستان                          | جايبور         | 342,239 km² | 68,548,437 |           | State of India              |

## المدن والمحافظات

### في أفغانستان
- مقاطعة أرغستان  [لغات أخرى]‏
- Ajristan
- Gulistan
- Kohistan
- Malestan
- مقاطعة راغستان
- شهرستان

### في أرمينيا
- بوراستان
- Dzorastan
- Mrgastan
- أيغيستان

### في إيران
- أردستان
- بجستان
- تشمستان
- مقاطعة دشتستان
- غلستان
- جوستان
- Khalajastan
- مقاطعة لارستان
- مقاطعة مهرستان‌
- Parchestan
- سروستان
- شهرستان
- تاكستان
- مقاطعة تنغستان

### في باكستان
- بلوشستان
- Kohistan
- شمال وزيرستان
- جنوب وزيرستان

### في طاجيكستان
- Buston
- ناحية كوهستان مسجا  [لغات أخرى]‏
- Shahriston
- Guliston

### في دول أخرى
- البستان، Turkey
- كلستان، داكا  [لغات أخرى]‏, Dhaka, Bangladesh
- Gulistan, Uzbekistan
- تركستان، Kazakhstan

## الاستخدامات
- بيمارستان
- بستان
- شبستان

### دول
- أفغانستان
- قيرغيزستان
- كازاخستان
- باكستان
- طاجيكستان
- تركمنستان
- أوزبكستان
- هاياستان، اسم أرمينيا باللغة الأرمنية
- هندوستان («أرض الهند»)، أحد الأسماء التاريخية للهند
- بلغارستان
- مغولستان

### مناطق
- فرنجستان (فرنگستان)، تستخدم للدلالة على أوروبا الغربية، حيث تعني «منطقة الإفرنج»
- وزيرستان، منطقة مدارة قبلياً في شمال غرب باكستان
- سیستان
- پشتونستان
- كوهستان، اسم لعدة مناطق في أفغانستان، وباكستان، وطاجيكستان
- نورستان، ولاية أفغانية
- بلوشستان («منطقة البلوش»)، منطقة تشمل جزء من باكستان، وأفغانستان، وإيران
- عربستان («منطقة العرب»)، تستخدم لتدل على شبه الجزيرة العربية أو المملكة العربية السعودية، وسابقاً على خوزستان
- أفاريستان، دولة إسلامية في غرب داغستان استمرت من القرن الثالث عشر حتى التاسع عشر
- بلاوارستان، اسم تاريخي لمنطقة شمال باكستان
- بلتستان، منطقة في شمال باكستان
- بانتوستان، أرض أفريقية سابقة في جنوب أفريقيا
- برجوستان، شمال كيسلوفودسك الروسية
- باشقورتوستان، جمهورية اتحادية ذات حكم ذاتي ضمن الاتحاد الروسي
- تشولستان، صحراء في منطقة البنجاب الباكستانية
- داغستان، إحدى جمهوريات الحكم الذاتي في إطار الاتحاد الروسي
- غلستان، محافظة إيرانية
- هونستان، مملكة الهون السابقة
- كابلستان، اسم تاريخي لمدينة كابل الأفغانية
- كافرستان («منطقة الكفار»)، الاسم السابق لمنطقة نورستان الأفغانية
- كاراكالباكستان، جمهورية ذاتية الحكم في أوزبكستان
- لازستان، اسم تاريخي لمنطقة تركية حكمت من قبل العثمانيين
- لرستان، محافظة إيرانية
- بشتونستان («أرض البشتون»)
- راجاستان، ولاية هندية
- ريجستان، منطقة تاريخية في سمرقند الأوزبكية
- سيستان، منطقة حدودية بين إيران وأفغانستان
- تبرستان، اسم تاريخي لمنطقة إيرانية
- تتارستان، إحدى الجمهوريات الروسية الاتحادية
- تالشستان، هي اسم لمنطقة تواجد قبائل تالش الآذربيجانية
- تركستان («أرض الأتراك»)، منطقة واسعة في آسيا الوسطى يتواجد فيها الأتراك
- أويغورستان وتسمى أيضاً شرق تركستان، هي منطقة إسلامية في الصين تعيش فيها قومية الأويغور
- زابلستان، منطقة تاريخية تقع حول مدينة زابل
- زنجستان («أرض الزنوج»)، اسم تاريخي لشرق أفريقيا
- كردستان («أرض الأكراد») وهو اسم التاريخي للمكان الذي يقطنه كرد أو ارض الأكراد كما وجد في خرائط قديمة.
- دمستان، منطقة في أوال البحرين.